# هانز شال
هانز شال (بالألمانية: Hans Sahl)‏ (1902 - 1993)، هو أديب وناقد وشاعر ومسرحي وروائي ألماني. ويعد واحد من رواد المسرح البرليني، وقد اشتهر في العشرينيات من القرن العشرين بمقالاته الأدبية والنقدية، ومع حلول الثلاثينيات صار من رواد الفكر والفن في ألمانيا. (شال جاء من خلفية يهودية ثرية).
وحين استولى النازيون على الحكم عام 1933م اضطر للفرار إلى براغ، ومنها إلى سويسرا، ثم باريس، حيث مارس الكتابة والنقدالمسرحي، لكن مالبث أن اضطر للفرار مرة أخرى إلى الولايات المتحدة الأمريكية، حين احتلت القوات النازية فرنسا، واستقر في الولايات المتحدة قرابة نصف قرن، عمل أثناءه مراسلا لعدة صحف ألمانية ومارس النقد المسرحي والترجمة، وكتب قصصاَ وقصائد وروايات ومسرحيات.
ومن المفارقات أن كرمته بلاده قبل وفاته ببضعة أشهر فقط بمنحه جائزة ليسنح الأدبية. ومن ابرز مؤلفاته كتابه «مذكرات مثالي»، وروايته «القلائل والكثيرون». توفي في مدينة توبينغن يوم 27 أبريل 1993.

## روابط خارجية
- هانز شال على موقع IMDb (الإنجليزية)
- هانز شال على موقع مونزينجر (الألمانية)
- هانز شال على موقع ألو سيني (الفرنسية)
- هانز شال على موقع ميوزك برينز (الإنجليزية)
- هانز شال على موقع كينوبويسك (الروسية)